# Ussy
Ussy er en kommune i Calvados-departamentet i the Basse-Normandie. I 2006 havde kommunen 847 indbyggere, og et areal på 8,68 km². Kommunens borgmester, Françoise Kedziora, blev valgt i 2008, og kan sidde på posten til 2014.

## Demografi
| 1962                                            | 1968 | 1975 | 1982 | 1990 | 1999 | 2006 |
| ----------------------------------------------- | ---- | ---- | ---- | ---- | ---- | ---- |
| 709                                             | 677  | 638  | 627  | 717  | 755  | 847  |
| Tallene fra og med 1962 er uden dobbelttælling. |      |      |      |      |      |      |